# Philodromus cinerascens
Philodromus cinerascens este o specie de păianjeni din genul Philodromus, familia Philodromidae, descrisă de O. P.-cambridge, 1885. Conform Catalogue of Life specia Philodromus cinerascens nu are subspecii cunoscute.